# 切断 (医学)
切断（せつだん、Amputation）は、なんらかの理由で人体の先端部分を切ることを示す。また生まれてから手や足がない障碍を示す。
切断された人を切断者ないし切断障害者（amputee）と呼ぶ。

## 理由
- 糖尿病などの病気による壊疽
- イスラム教の刑罰
- 戦争・地雷・交通事故・労災など不慮の事故
- 先天性異常
- キリスト教での地獄行きを回避する方法[1]。イエス・キリストのたとえ話。

## 著名な切断者
- オスカー・ピストリウス
- ナタリー・デュトワ
- 乙武洋匡
- 佐野有美

## 動物の例
- フェイス (犬)（英語版） - 生まれながらに右前脚がなく、左前脚にも障害を持って生まれ、二足歩行を習得した犬。
- オスカー (義足猫) - コンバインにより両後ろ脚を無くした猫。後にバイオニック義肢技術による義足で歩くことが出来るようになった。
- ウィンター (バンドウイルカ) - 誤って捕獲された際に、きつくしまった網によって尾びれを失った。人工ヒレによって泳げるようになった。

### 節足動物
フロリダオオアリは、5つに分かれた足の3節目（腿節）以上に怪我があった場合、他の蟻に近寄り足の付け根の切断を受け入れ、口でグルーミングされることで消毒を行うことが確認された。腿節を怪我した蟻の切断手術の成功率は90-95％で、手術を行わなかった場合の生存率は約40％であった。